# Deloneura millari
Deloneura millari is een vlinder uit de familie van de Lycaenidae. De wetenschappelijke naam van de soort is voor het eerst geldig gepubliceerd in 1906 door Trimen.